# Prairiezanger
De prairiezanger (Setophaga discolor, synoniem: Dendroica discolor) is een zangvogel uit de familie der Parulidae (Amerikaanse zangers).

## Verspreiding en leefgebied
Deze soort komt voor in de oostelijke en zuidoostelijke Verenigde Staten en telt 2 ondersoorten:
- Setophaga discolor discolor: zuidoostelijk Canada en de oostelijke Verenigde Staten.
- Setophaga discolor paludicola: zuidelijk Florida.